# Űrruha

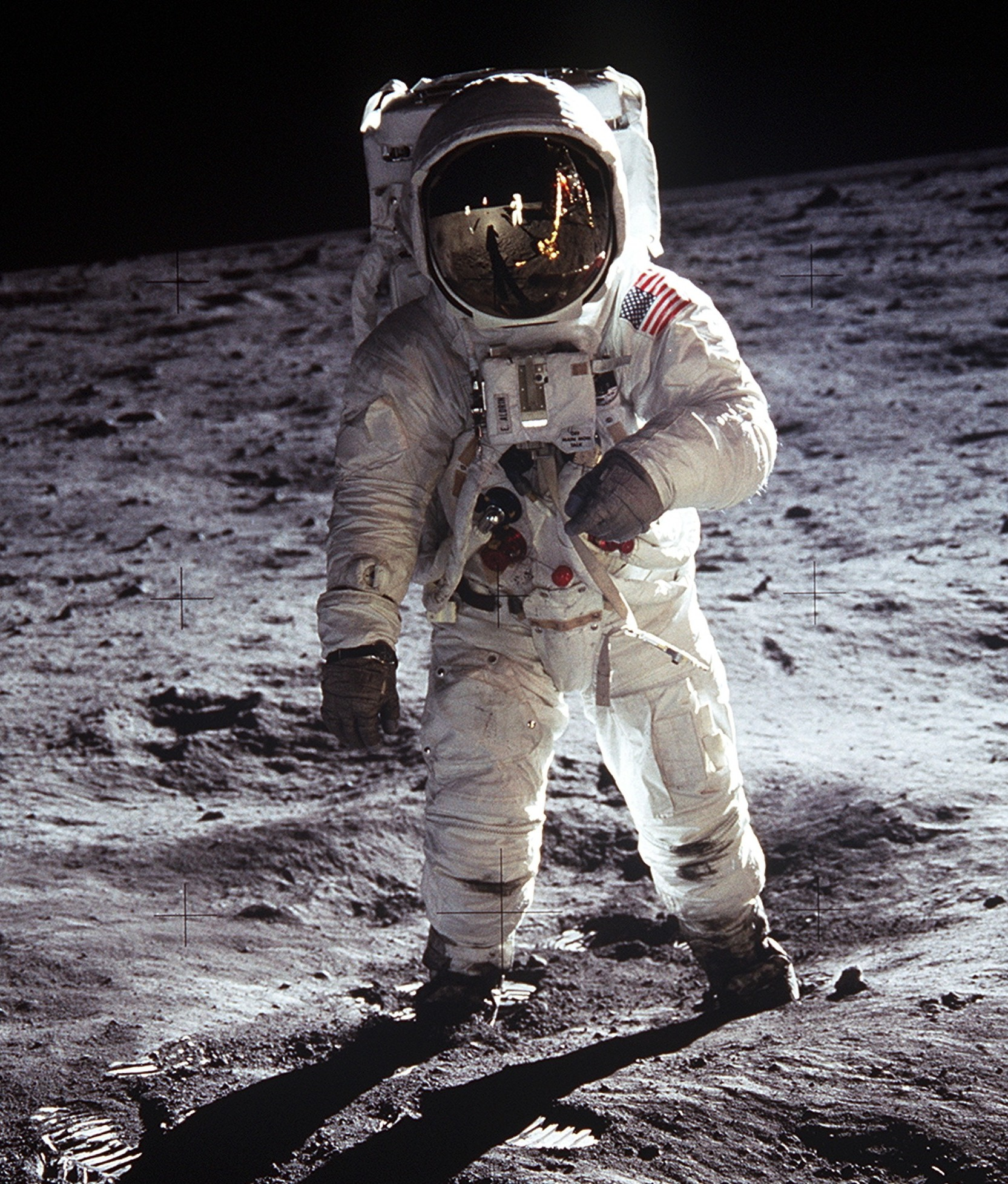
Buzz Aldrin a Holdon az első generációs Apollo űrruhában

Az űrruha, más néven szkafander az űrrepülések egyik alapvető eszköze, több rétegű ruha, amelybe olyan életfenntartó és munkavégző eszközöket építettek, amelyek rendszert alkotva képesek életben tartani egy embert és biztosítani a mozgását a világűr ellenséges körülményei között. Alkalmazási területei az űrséták, holdséták, valamint az űrrepülések kritikus fázisai (indítások és leszállások), amikor biztonsági szempontok miatt öltik magukra az űrhajósok. A különféle célokra (űrséta, holdséta, indítás-földet érés) eltérő típusú űrruhákat alkalmaznak.
A fő követelmény az űrruhával szemben a belső légnyomás megtartása, valamint a megfelelő hőmérséklet biztosítása, ezen túlmenően sugárvédelmet is kell biztosítania. Egyes repülőgépes kísérleti repüléseken is alkalmaznak speciális ruhákat, amelyek nagyon hasonlítanak az űrruhákra – sőt a népnyelv sokszor a szkafander szóval illeti őket –, ám ezeknek kevesebb követelménynek (elsősorban a nyomástartásnak) kell megfelelniük.

## Űrruhatípusok
- Történelmi típusok:
  - Szovjet:
    - SZK–1 – Jurij Gagarin által használt űrruha-típus, az első hat Vosztok repülésnél használták
    - SZK–2 – Az SZK–1 űrruha női változata
    - Berkut (Беркут; Szirti sas) – Alekszej Leonov űrruhája a világ első űrsétáján
    - Krecset (Кречет; Északi sólyom) – A később törölt szovjet holdra szállás űrruhája
    - Jasztreb (Ястреб; Héja) – A Krecseten alapuló továbbfejlesztett űrséta-űrruha
    - Sztrizs (Стриж; Fecske) – A Buranhoz tervezett űrruha

  - Amerikai űrruhák:
    - Navy Mark IV = a Mercury-program-ban használt típus
    - Gemini = a Gemini-program űrruhája
    - MOL MH-7 = a Manned Orbiting Laboratory törölt programhoz tervezett űrruha
    - Apollo/Skylab A7L = holdűrruha, amelyet az Apollo-programban és a későbbi Skylab-programban alkalmaztak
- Napjaink űrruhái:
  - Orosz űrruhák:
    - Orlan (Орлан; Rétisas) – Űrséta-űrruha
    - Szokol (Сокол; Sólyom) – az NPP Zvezda által gyártott, a Szojuz-repüléseknél 1973-tól használt űrruha.[2]

  - Amerikai űrruhák:
    - ACES (Advanced Crew Escape System Pressure Suit) – az űrrepülőgépen fel- és leszálláskor használt biztonsági űrruha
    - EMU (Extravehicular Mobility Unit) – az űrrepülőgépen és a Nemzetközi Űrállomáson az űrsétákon alkalmazott, manőverezhető űrruha.